# Subcyrtus splendens
Subcyrtus splendens är en tvåvingeart som beskrevs av Enrico Adelelmo Brunetti 1926. Subcyrtus splendens ingår i släktet Subcyrtus och familjen kulflugor. Inga underarter finns listade i Catalogue of Life.